# Rickie Winslow
Rickie O'Neal Winslow (Houston, 26 luglio 1964) è un ex cestista statunitense con cittadinanza turca, professionista nella NBA e in Europa.

## Carriera
È stato selezionato dai Chicago Bulls al secondo giro del Draft NBA 1987 (28ª scelta assoluta).

## Palmarès

### Squadra
- Copa del Rey: 1

Estudiantes Madrid: 1992

### Individuale
- McDonald's All-American Game (1983)